# Janusz Szotek
Janusz Kazimierz Szotek (ur. 30 kwietnia 1933 w Warszawie) – polski działacz partyjny i państwowy, inżynier mechanik, podsekretarz stanu w Ministerstwie Przemysłu Maszynowego (1971–1981).

## Życiorys
Syn Stanisława i Janiny. W latach 1950–1954 studiował inżynierię mechaniczną na Politechnice Warszawskiej, po czym przez rok był projektantem w Biurze Konstrukcyjnym Przemysłu Rolno-Spożywczego w Warszawie. Od 1956 do 1961 kolejno inżynier produkcji, kierownik sekcji, kierownik zmianowy wydziału, wiceszef działu w Zakładach Mechanicznych im. Marcelego Nowotki w Warszawie, następnie do 1962 projektant w Przedsiębiorstwie Projektowania i Dostaw Inwestycyjnych „Bepes”. Pomiędzy 1963 a 1965 główny inżynier w Zjednoczeniu Przedsiębiorstw Projektowania i Wyposażenia Zakładów Przemysłowych „Prozamet”. W 1966 został dyrektorem Biura Projektowo-Technologicznego Przemysłu Motoryzacyjnego „Motoprojekt”, a w 1970 dyrektorem ds. rozwoju i inwestycji w Zjednoczeniu Przemysłu Motoryzacyjnego „Polmo” w Warszawie.
Od 1948 do 1956 członek Związku Młodzieży Polskiej, w 1956 wstąpił do Polskiej Zjednoczonej Partii Robotniczej. Od maja 1971 do stycznia 1981 zajmował stanowisko podsekretarza stanu w Ministerstwie Przemysłu Maszynowego, w tym od stycznia 1976 w randze pierwszego zastępcy ministra. Kierował także polsko-włoskim zespołem ds. współpracy w dziedzinie motoryzacji. W 1980 wchodził w skład rządowego zespołu prowadzącego negocjacje z Międzyzakładowym Komitetem Strajkowym w Szczecinie. Od 13 grudnia 1981 do 11 maja 1982 był internowany w obozie odosobnienia w Głębokiem i ośrodku wypoczynkowym Urzędu Rady Ministrów „Promnik” koło Rudy Tarnowskiej.
Ożenił się z Marią Niemiec, doczekał się z nią córki Małgorzaty.

## Odznaczenia
W 1977 odznaczony Orderem Przyjaźni Narodów.